# Henry Noel Marryat Hardy
Henry Noel Marryat Hardy (Londra, 1º dicembre 1884 – Svizzera, 13 luglio 1968) è stato un militare inglese, veterano della prima guerra mondiale, dove comandò l’incrociatore protetto Sirius durante il primo tentativo di imbottigliamento del porto di Ostenda. Al termine del conflitto risultava decorato con la Distinguished Service Order e la Croix de guerre francese.

## Biografia
Nacque a Londra, quartiere di Kensington, il 1º dicembre 1884, figlio di James Arthur Hardy e di Augusta Juliana Hardy. Trasferitosi al seguito della famiglia dapprima in Australia, crebbe poi in Tasmania, dove a partire dal 1895 frequentò la Hutchins School.
Il 15 gennaio 1900 si arruolò nella Royal Navy, venendo promosso Lieutenant il 30 luglio 1905, e Lieutenant Commander il 30 luglio 1913. Combatte durante la prima guerra mondiale, dapprima come comandante del cacciatorpediniere Racoon, e poi dell’incrociatore protetto Sirius. Fu promosso Commander il 23 aprile 1918 quando prese parte al fallito tentativo di imbottigliamento del porto di Ostenda. Il 10 febbraio 1923 lasciò la marina militare, dedicandosi allo studio delle lingue asiatiche classiche e divenendo presidente della British Maha Bodhi Society. Si dimise dall’incarico di presidente nel 1928 perché accettò di ricoprire un alto incarico nel governo coloniale della Guyana britannica. Nel corso degli anni Trenta si stabilì definitivamente in Svizzera, dove compì studi di tibetologia e buddhologia all’interno della Société Vaudoise d'Etudes psychiques, compiendo ricerche scientifiche internazionali sul tema della parapsicologia.

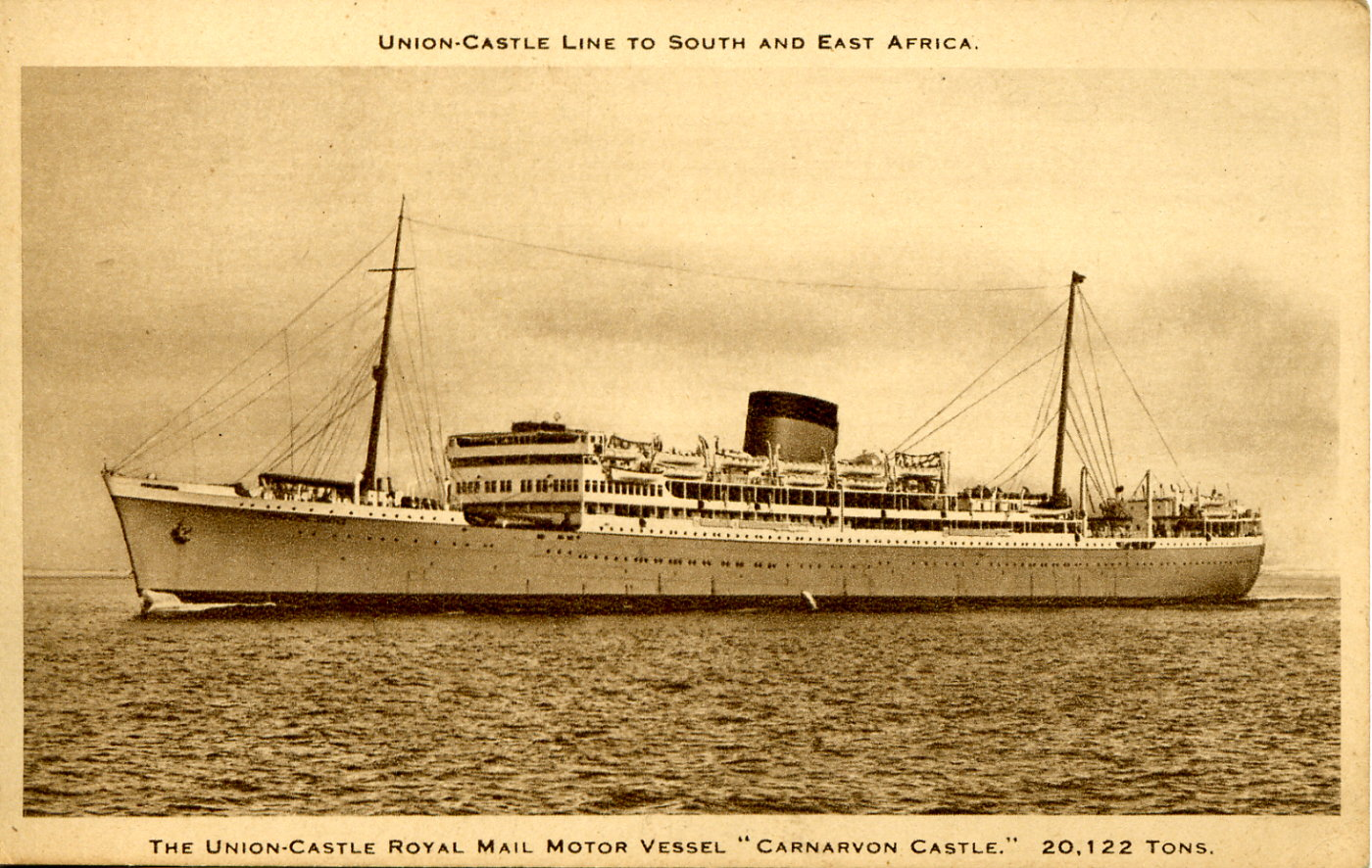
Il Carnarvon Castle della Union Castle Line fotografato nel 1938.

Promosso Captain a titolo onorario il 1º dicembre 1929, fu richiamato in servizio all’atto dello scoppio della seconda guerra mondiale, e il 21 settembre 1939 assunse il comando dello yacht armato Shemara (FY 026), che mantenne fino al 10 maggio 1940. Il 30 dello stesso mese fu trasferito al comando dell’incrociatore ausiliario Carnarvon Castle, e con tale unità il 1º dicembre 1940 impegnò combattimento contro l’incrociatore ausiliario tedesco Thor, al comando del Kapitän zur See Otto Kähler, 700 miglia nautiche a est di Montevideo. Colpito da 27 granate da 150 il Carnarvon Castle rimase gravemente danneggiato, e dopo aver evitato due siluri lanciati dal Thor, l’incrociatore inglese si allontanò dalla zona di combattimento, con 4 morti e 28 feriti a bordo.
Sbarcato dal Carnarvon Castle nel febbraio 1941, lavorò a Porto Said (Egitto) e a Kilindini (Kenya) in attività di coordinamento dei convogli navali, venendo promosso Commodoro nell’agosto 1943. Il 26 settembre dello stesso anno assunse l’incarico di Commodore of Ocean Convoys, che mantenne fino al giugno 1944 quando fu messo a disposizione dell’Ammiragliato, rimanendovi fino all’aprile 1946, data in cui abbandonò il servizio ritirandosi a vita privata.
Dopo la fine del conflitto ritornò a vivere in Svizzera, riprendendo i propri studi che continuò fino alla sua morte avvenuta il 13 luglio 1968. Sposato in prime nozze con Jessie Fraser Mackenzie i due divorziarono nel 1923. In seconde nozze sposò Josephine de La Mole († 3 luglio 1973), ma anche questo matrimonio finì in un divorzio.

### L'attività scientifica e spirituale
Prima dello scoppio della prima guerra mondiale Henry N.M. Hardy collaborava strettamente con il Royal Anthropological Institute of Great Britain and Ireland, e guidava la Classical Association of England and Wales. Durante i suoi numerosi viaggi e soggiorni professionali in tutti i continenti, fu molto attivo come ricercatore nel campo dell'archeologia e dell’etnologia. Compì studi sulle danze della popolazione nativa dell’Arcipelago delle Bismarck, e su antichi manufatti presenti a Malta.
In Asia fu conquistato dalla filosofia buddista, divenendo presidente della sezione inglese della Maha Bodhi Society tenendo molte conferenze sulla religione buddista e conferenze sulle filosofie orientali che continuarono anche dopo il trasferimento a Losanna, in Svizzera, nel corso degli anni trenta. Attraverso le sue lezioni sull’origine del buddismo e del taoismo creò intorno a sé un certo interesse, e dal momento che parlava la lingua tibetana poteva leggere i testi originali degli autori sul buddhismo tibetano. Tradusse dal francese all'inglese i libri di Alexandra David-Néel sui suoi viaggi in Tibet, e scrisse molti articoli sulle riviste buddiste in Europa e in Asia, anche per The Maha Bodhi, rivista della Maha Bodhi Society of India edita a Calcutta.
Dopo il 1952 l'Arya Maitreya Mandala aprì un ufficio in Europa, e il 27 febbraio 1953 Hans-Ulrich Rieker lo fece entrare nell’ordine con il nome diPadmavajra. Egli scrisse intensamente sulle intenzioni del Fondatore Lama Govinda Anagarika, aprendo una filiale dell'Ordine in Svizzera, coadiuvato da Amelia Bardett, che alla sua morte assunse la direzione della filiale e la conduzione delle attività paneuropee della Arya Maitreya Mandala. Hardy lavorò a stretto contatto con alcuni membri dell'Ordine, tra cui Jack Austin, Ernő Hetényi, Harry Pieper e Lionel Stützer .

## Pubblicazioni
- Tolerance, in The Maha Bodhi n.44, 1936.
- J'ai fait sur mer deux guerres mondiales in L'Illustre N. 08, 23 febbraio 1950
- traduzione di The Secret Oral Teachings in Tibtan Buddhist Sects, di Alexandra David-Néel e Lama Yongden, San Francisco 1967.
- traduzione di Buddhism - its doctrines and its methods, di Alexandra David-Néel, London, 1977.

### Annotazioni
1. ↑  La British Maha Bodhi Society era la filiale britannica della Anagarika Dharmapala sorta nel 1891 nell'India britannica con il nome di Maha Bodhi Society, che sosteneva la rinascita del buddhismo nel subcontinente indiano.

### Fonti
1. 1 2  H.M. Stationary Office 2012, p. 346.
2. 1 2  Hutchins School Magazine Vol. IV No. 2 June 1916, pag. 9.
3. ↑  Colledge, Warlow 2006, p. 285.
4. 1 2  Colledge, Warlow 2006, p. 323.
5. ↑  The London Gazette 21 May 1918.
6. ↑  The London Gazette, 13 February 1923, pag. 1070.
7. ↑  The Maha Bodhi n.37 (1929), p. 178.
8. 1 2 3 4  Zotz 2013, p. 166.
9. ↑  Armed Merchant Cruiser HMS Carnarvon Castle (F 25)
10. ↑  The National Archives J 77/2032/3664
11. ↑  Charles Mosley (ed.): Burke's Peerage, Baronetage & Knightage, 107th edition, 3 volumes. Wilmington, Delaware: Burke's Peerage Ltd. 2003, Volume 3, page 3690
12. ↑  Proceedings of the Classical Association of England and Wales, Band 12 (1915), pag. 131
13. ↑  H.N.M. Hardy, Note on the Native Dance in the Admiralty Islands, in: Man, Royal Anthropological Institute of Great Britain and Ireland 1916
14. ↑  H.N.M. Hardy: The Malteses Cart-Ruts, in Man, Anthropological Institute of Great Britain and Ireland (Nov. 1918)
15. ↑  Buddhism in England, 15/16 (1940), pag. 2
16. 1 2 3  Zotz 2013, p. 165.
17. ↑  Der Kreis. Informationsblatt des Ordens Arya Maitreya Mandala Archiviato il 27 maggio 2015 in Internet Archive.. 1954 und 1969; Jack Austin (ed.): The Western Buddhist (Cambridge 1969)
18. ↑  Supplement to the London Gazette, 14 March, 1916, pag,2870.